# Tríada de Virchow
La tríada de Virchow, epónimo del médico alemán Rudolf Virchow, corresponde a los tres factores que se le puede atribuir la formación de un trombo:
- Lesión endotelial: es el daño del endotelio de un vaso, lo que expone a la membrana basal, la posterior adhesión plaquetaria y liberación de sustancias vasoactivas. Lleva a la formación de un trombo blanco por aposición.
- Lentitud del flujo o estasis sanguínea: se refiere al enlentecimiento del flujo dentro del vaso. Esto puede deberse a una insuficiencia cardíaca, estenosis mitral, HTA, etc. Lleva a la formación de un trombo rojo por un mecanismo similar a la coagulación.
- Estados de hipercoagulabilidad: existen trastornos de la coagulación que llevan a estados de hipercoagulabilidad. Se forman microtrombos por este mecanismo.